# Első szerb felkelés

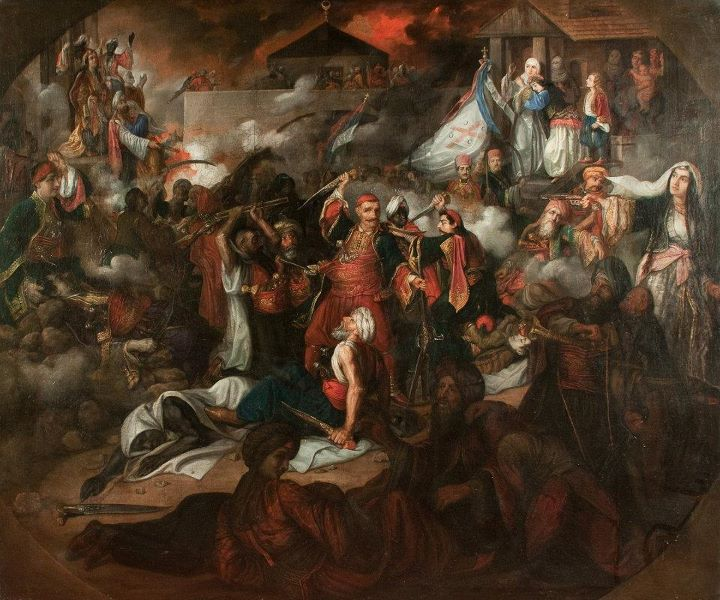
Belgrád felszabadítása

Az első szerb felkelés 1804–1813 között zajlott, Djordje Petrović-Karadjordje vezetésével. A felkelés célja kezdetben a török visszaélések enyhítésére irányult, a későbbiekben azonban megjelent célkitűzései között a török uralom alóli végleges felszabadulás, és a szerb nemzetállam kialakítása.

## A felkelés előzménye
A Belgrádi pasalikot 1690-ben, Belgrád visszafoglalása után hozták létre a törökök kiemelt támaszpontként. A porta a lakosságszám-csökkenés miatt amnesztiát hirdetett és a Belgrádi pasalikot olyan területté nyilvánította, ahonnan a menekülteket nem hurcolták vissza, és további könnyítésként megszüntette az állami adókat. III. Szelim további reformjaival megakadályozta, hogy a janicsárok visszatérjenek Belgrádba, ami a kényszermunkák és a jobbágyosítás végét is jelentette.
A porta reformjai az Oszmán Birodalomban nagy ellenállást váltottak ki, aminek következtében a Belgrádi pasalikban élő szerbség elvesztette kiváltságait. A janicsárok is visszatértek, ami a fosztogatás mellett most kiegészült a megtorlással is. Mozgolódás támadt a szerbek között, aminek az lett az eredménye, hogy az oszmánok sorra legyilkolták a szerbség helyi vezetőit, a falusi bírákat. Ez tekinthető az első szerb felkelés közvetlen kiváltó okának

## Története

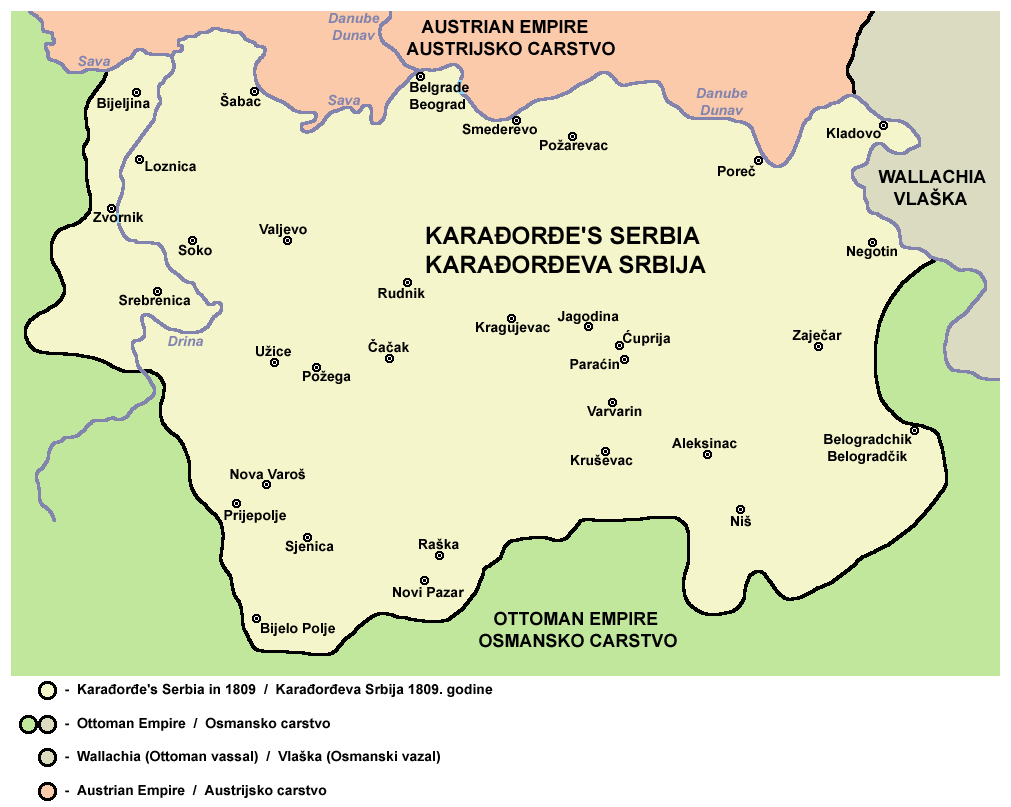

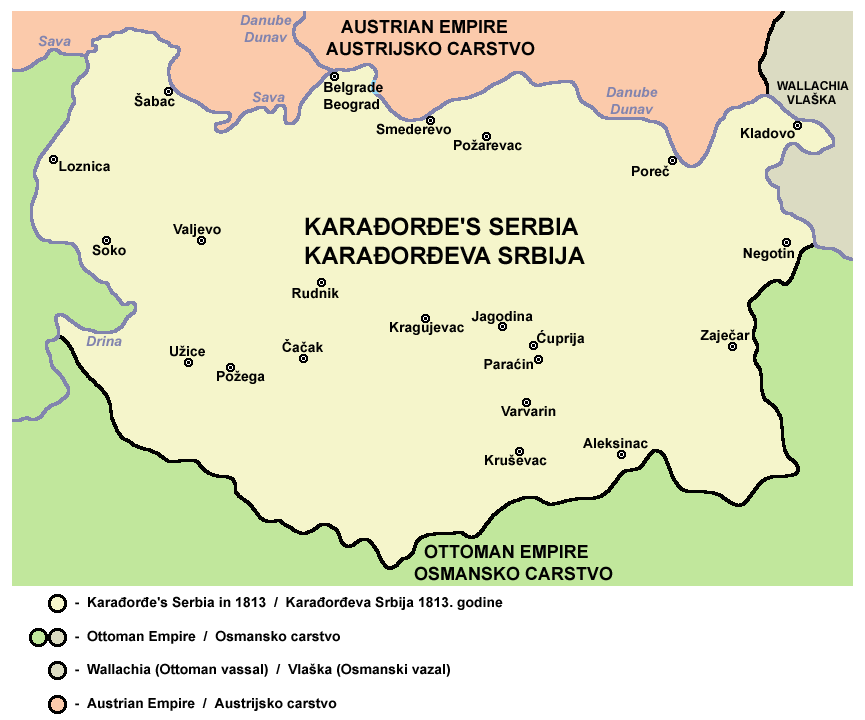

1804 januárjában Orašac faluban összegyűltek a szerb vezetők, és fegyveres felkelésre szólították fel a népet. A felkelés élére Djordje Petrović-Karadjordjét választották.
A felkelők elsődleges célja a dáhik és janicsárok önkényétől való megszabadulás volt, és csak később terjedt ki a török uralom alóli végleges felszabadulásra, illetve az önálló nemzeti állam feltámasztására.
Harcukat kezdettől fogva két fronton vívták: egyrészt fegyveresen, másrészt diplomáciai eszközökkel. Szövetségesekre és nemzetközi garanciákra volt szükségük. Először Ausztriához fordultak, amely elutasította őket, ugyanis minden figyelmét a napóleoni háborúkra fordította. Ez után a szerbek Oroszország támogatását keresték.
A harctereken jelentős sikereket értek el: tizenkét náhiéből kilencet felszabadítottak, és már Belgrád alatt voltak, amikor a porta parancsot adott Bekir pasa boszniai vezírnek, hogy kezdjen tárgyalásokat a felkelőkkel.
Elismerték volna a szultán fennhatóságát, de széles körű autonómiát követeltek, azt, hogy szabadon választhassák falusi bíráikat, átalányban fizethessék adóikat, szabadon gyakorolhassák vallásukat, és hogy a törökök ne avatkozzanak bele a szerbek ügyeibe. A porta ezt elutasította, és kiadta a parancsot Hafiz niši pasának a felkelés fegyveres elfojtására. A sereg 1805 augusztusában ütközött meg a felkelőkkel Ivankovacnál, ahol csúfos vereséget szenvedett.
A porta 1805 őszén seregösszpontosítást rendelt el Szófia és Niš térségében Ibrahim pasa vezetésével. A pasák azonban csak késve tettek eleget a parancsnak, így a sereg csak 1806 elején kezdhette meg első támadásait.
Soko Banjánál, Mišarnál és Deligrádnál is jelentős győzelmet arattak a felkelő szerbek, sőt 1806 végén még Belgrádot is bevették. Közben kitört az orosz-török háború, ezzel a szerbek szövetségesre leltek az oroszokban.
A szerb katonai erő ekkoriban 80 ezer fő hadba állítását jelentette. Rendes hadsereg nem volt. Az 1807-es év a felkelők jelentős sikereinek jegyében kezdődött, több stratégiailag fontos területre terjesztették ki ellenőrzésüket. Az év végi fegyverszünet után alkudozás kezdődött Oroszország és Törökország között. A törökök hallgatólagosan elismerték a szerb-török határokat is. A békés periódus politikailag és gazdaságilag is megszilárdította Szerbia pozícióit.
Karadjordje hozzálátott a központi államhatalom megszervezéséhez, létrehozta az első polgári szerveket, bankokat alapított és felújította a belső piacokat. Politikai ellenfelei megszavaztatták a Szerb Kormányzó Tanács létrehozását, mely Karadjordje hatalmát lett volna hivatott korlátozni, neki azonban sikerült vezető pozícióját megőrizni.
Közben azonban zsákutcába jutottak az orosz-török béketárgyalások, és 1809 áprilisában kiújultak a harcok Szerbia területén is. A törökök Kamenicánál fontos győzelmet arattak. Az orosz és szerb csapatok egyesülése után 1810 szeptemberében sikerült megállítaniuk a török előrenyomulást. 
Az oroszok 1812 elején béketárgyalásokba kezdtek a törökökkel, és az 1812 májusában megkötött bukaresti békeszerződésben a porta amnesztiát ígért a szerbeknek, önállóságot a belső ügyeik intézésében és az adószedésben, ugyanakkor visszatelepíti a törököket a szerb városokba, és követeli a szerb nehézfegyverek átadását.
Karadjordje több küldöttséget is menesztett Konstantinápolyba a követeléseikkel:
- szerb közigazgatás legyen mindazon területeken, ahol szerb őrség áll
- a szultán külön fermánnal ismerje el Karadjordjét Szerbia fejedelmének vagy bégjének
- a szerb szenátus ismertessék el Szerbia legfelsőbb közigazgatási és bírósági testületének.

A porta jelentéktelen engedményekre volt csak hajlandó, így Karadjordje teljes mozgósítást rendelt el, megerősítette a védelmi pontokat. A törökök 1813 júliusában lendültek támadásba. Megállítani nem lehetett őket, annak ellenére sem, hogy mindenhol heves ellenállásba ütköztek. Belgrád eleste után Karadjordje Ausztriába menekült, a fegyveres harcok 1813 októberére teljesen megszűntek. A belgrádi vezírré kinevezett Szulejmán pasa rettenetes megtorlásba kezdett.